# Виставковий центр (станція монорейки)
55°49′26″ пн. ш. 37°38′18″ сх. д. / 55.82389° пн. ш. 37.63833° сх. д.
«Виставковий центр» (рос. Выставочный центр) — станція Московської монорейки. Розташована між станціями «Вулиця Академіка Корольова» та «Вулиця Сергія Ейзенштейна», на території Останкінського району Північно-Східного адміністративного округу міста Москви. Перехід на станцію  ВДНХ Калузько-Ризької лінії.
Названа на честь Всеросійського виставкового центру — назви ВДНГ у 1992—2014 роках.

## Вестибулі і пересадки
Розташована на півдорозі між станцією метро ВДНХ та Головним входом ВДНГ. Пересадка на трамвай № 11, 17, 25 та вихід до автостанції ВДНГ.

## Технічна характеристика
Конструкція станції — естакадна з острівною платформою, споруджена за індивідуальним проектом. Ескалаторний нахил, прямуючий до розподільного вестибюля, розташовано не збоку, а в торці станції